# Corixa
Corixa is een geslacht van wantsen uit de familie duikerwantsen (Corixidae). Het geslacht werd voor het eerst wetenschappelijk beschreven door Geoffroy in 1762.

## Soorten
Het genus bevat de volgende soorten:

- Corixa affinis Leach, 1817
- Corixa albifrons Motschulsky, 1863
- Corixa boryslavica Lomnicki, 1894
- Corixa choprai Hutchinson, 1940
- Corixa connexa (Lundblad, 1933)
- Corixa dentipes Thomson, 1869
- Corixa elegans von Schlechtendal, 1894
- Corixa fasciolata Heer, 1853
- Corixa frigidae Linnavuori, 1971
- Corixa glacialis Lomnicki, 1894
- Corixa iberica Jansson, 1981
- Corixa immersa Scudder, 1890
- Corixa jakowleffi Horváth, 1880
- Corixa mirandella Hutchinson, 1930
- Corixa monticola Linnavuori, 1971
- Corixa panzeri (Fieber, 1848)
- Corixa parvoculata Zhang, 1989
- Corixa pseudaffinis Poisson, 1950
- Corixa pullus Von Heyden, 1859
- Corixa punctata (Illiger, 1807)
- Corixa rhenana Statz, 1950
- Corixa septemlineata Paiva & Dover, 1918
- Corixa triquetra Zhang, 1989
- Corixa truncatipala Hale, 1922
- Corixa vanduzeei Scudder, 1890
- Corixa vidua Statz, 1950